# Атанасівське озеро

Карта общини Бургас з Атанасовським озером на північ від Бургаса

Озеро Атана́совське (болг. Атанасовско езеро) — озеро, розташоване в межах Бургаса, між районами Ізгрев і Сарафово і на захід від них. Воно є частиною Бургаського озерного комплексу і межує на сході з Чорним морем через Атанасковську косу, яка являє собою довгий піщаний пляж довжиною 1 км. Озеро є прибережним і містить велику різноманітність рослинного і тваринного світу, деякі з яких захищені законом про біорізноманіття і знаходяться під загрозою в усьому світі. Атанасівське озеро пов'язане через ряд каналів з Чорним морем, через яке осушується. Загальна площа озера — 7208,89 га, близько 9 км на 4,3 км, й 0,8 - 0,9 м глибиною. Для охорони рідкісних і зникаючих у країні та Європі мігруючих і зимових птахів, утворений заповідник «Атанасівське озеро».

## Загальна інформація
Через високу мінералізацію озерної води (20 - 27,5 %) озеро традиційно використовується для видобутку солі. Промислове виробництво розпочалося 1906 році. Нову дорогу від Бургаса до Сарафово, аеропорту Бургаса та Варни перетинає штучна дамба. Стара дорога і залізниця лінія Бургас — Поморіє проходить через Атанасковську косу, паралельно з пляжем Бургаса. Шосе ділить озеро на дві частини, з'єднаних як з собою, так і з Чорним морем каналами. Перед II світовою війною цією дорогою ходив потяг, що називався «Анхіало експрес», і біля озера була його перша зупинка. Паралельно покинутій залізниці широкої колії проходить вузькоколійна залізниця, яка використовується і зараз в цілях солевидобутку і в якості атракціону для туристів. Сіль отримують в обох частинах, але переважно в південній частині. Солоність води в озері зростає внаслідок з'єднання озера з Чорним морем. Щороку виробляється 40 000 тонн морської солі. Лікувальні грязі Атанасовского озера представляють сульфідні мулові грязі, які утворюються в результаті гниття органічних речовин. Вони мають специфічний запах сірководню і високий вміст сульфідів заліза, солей кальцію і магнію, солей органічних кислот і гумусу. Плата за відвідування Атанасовского озера і його окремих частин не стягується, але всяке облаштування на території повністю відсутнє.
У 1980 році північна половина озера була оголошена природним заповідником. Через рік південна частина озера і ділянки, розташовані поблизу берегів озера, оголошені буферною зоною до заповідника. У 1999 році, згідно з вимогами Закону про захищені території, заповідник перекласифікується як «заповідник під охороною». У 2001 році на березі південної частини озера, біля АЗС «Лукойл», створено та функціонує укриття для спостереження за птахами, у 2003 році затверджений план управління охоронюваної території. У 2007 році колишня буферна зона була перекласована як захищена територія категорії охоронних територій. Відповідно до Закону про природоохоронні території, заповідник охороняється і керується Регіональною інспекцією з охорони навколишнього середовища та води міста Бургас під контролем МОСВ.

## Фауна

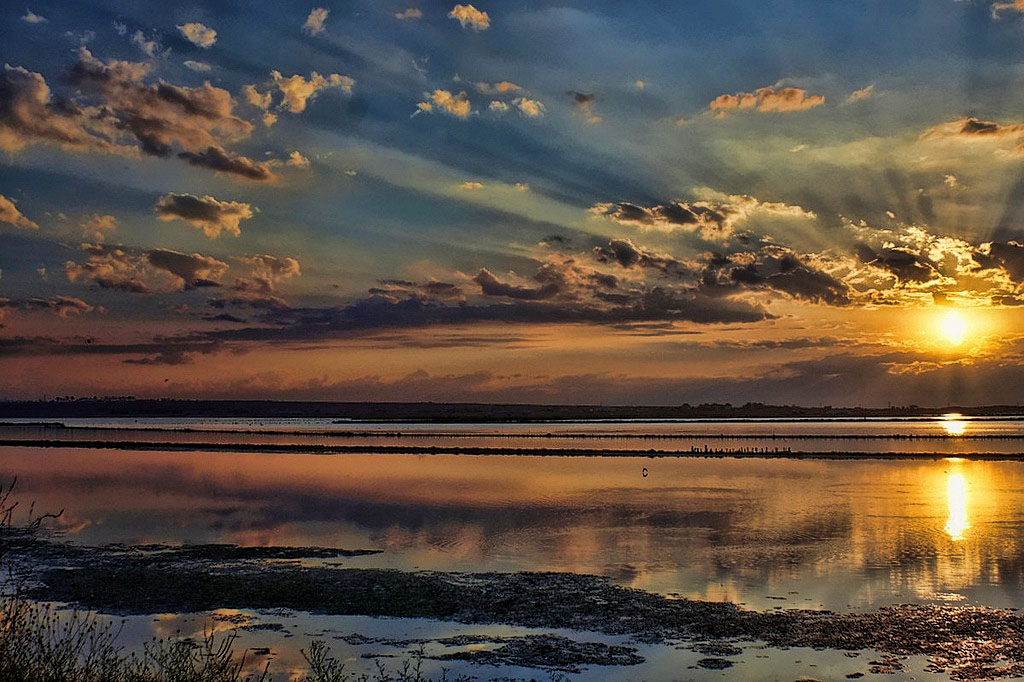
Вечірній вид на озеро.

Із ссавців зустрічаються: видри, дикі кішки, гризуни, тощо. Мешкає також етруський сункус, який є найменшим ссавцем у світі. Велике значення має видра, яка має статус зникаючої по всьому світі.
Птахи особливо важливі для екосистеми озера. Це одне з найбільш орнітологічно багатих місць в Болгарії. На цій території налічується понад 70 % всіх видів птахів Болгарії. Виявлено більше 300 видів птахів, 12 з яких оголошені на межі вимирання у планетарному масштабі. Серед них — пелікан кучерявий, баклан малий, казарка червоновола, чернь білоока і деркач. 17 видів птахів, що гніздяться на території Атанасовського озера, включені до Червоної книги Болгарії: крячок річковий, середземноморська чайка та інші. Велика різноманітність птахів, яку можна побачити біля Атанасовського озера, пов'язана, зокрема, з міграційною дорогою Віа Понтіка, яка проходить через цей район. Найбільшу кількість птахів можна побачити тут під час осінньої міграції.

## Шлях дикуна
Ідея побудови центру для туристів-любителів природи датується початком 1990-х років.
«Шлях дикуна» розташований на березі Атанасовського озера, в районі спостереження за птахами. Він був побудований в рамках проекту «Сіль життя», LIFE +, Болгарського фонду біорізноманіття. Це круговий маршрут на 285 м, з інформаційними дошками, присвяченими птахам Атанасовського озера. З 2015 року з'явилась також обсерваторія для спостереження за птахами. Побудована Станко Кіровим.
Головним героєм на Шляху є дикун Атанас, за допомогою якого ви в надзвичайно захоплюючий формі впізнаєте особливості птахів тропічного лісу.

## Шлях солі
Траса протягом 820 м включає кілька окремих елементів. На асфальті є різноманітні стилізовані графічні ілюстрації, які представляють деякі особливості Атанасівського озера та його найхарактерніших мешканців. Малюнки знаходяться на асфальті в двох різних напрямках — для велосипедистів, які приїжджають з міста, і для пішоходів, що рухаються від новобудов до Бункера паркування (на місці корабля «Чайка»).
На шляху стоїть «Куточок Солевара» — експозиція музею на відкритому повітрі, яка представляє професію солеварів на Атанасовському озері і деякі характерні засоби, які вони використовують у своїй роботі.

## Докладніше
- Аркуш карти K-35-55. Масштаб: 1 : 100 000.